# Anne-Catharina Vestly
Anne-Catharina Vestly (Rena, 15 februari 1920 – Mjøndalen, 15 december 2008), ook bekend als Anne-Cath. Vestly, was een Noorse schrijfster en actrice. Zij is in Noorwegen een van de bekendste schrijfsters van kinderboeken en haar werk is in vele talen vertaald. Een aantal van haar boeken is verfilmd.

## Leven en werk
Vestly was de dochter van Mentz en Aagot Schulerud. Aan het eind van de jaren dertig verhuisde ze naar Oslo, waar ze werkte als actrice. Ze trouwde met Johan Vestly, die later haar boeken zou illustreren. 
Vestly publiceerde haar eerste kinderboek in 1953. Ze schreef meer dan veertig titels in series over verschillende hoofdpersonen zoals Ole Aleksander, Mormor (Oma), Aurora en Ellen Andrea. Veel van haar boeken werden eerst voorgelezen tijdens een populair kinderprogramma op de radio waar Vestly zelf ook aan meewerkte; pas daarna verschenen ze in druk. Vestly was een van de eerste schrijvers die moderne thema's in kinderboeken verwerkte, zoals een gezin waar de moeder als advocaat werkt en de vader voor de kinderen en het huishouden zorgt. Een aantal van haar boeken is verfilmd; Vestly speelde zelf in twee films de rol van Mormor (Oma). Ook over haar hoofdpersoon Knerten (Knoester) is een serie kinderfilms gemaakt. Vestly publiceerde haar laatste boek in 2004. 
Vestlys boeken zijn veel vertaald, enkele titels ook in het Nederlands. Zij was in Noorwegen een van de bekendste en populairste schrijfsters van kinderboeken en haar werk is geregeld bekroond. Zij werd zelf in 1992 onderscheiden met het ridderschap eerste klas in de Orde van Sint-Olaf.
- Bibsys: 90066410
- Bibliothèque nationale de France: cb11928101t (data)
- CiNii: DA16775419
- Gemeinsame Normdatei: 123858232
- International Standard Name Identifier: 0000 0001 1027 2569
- KulturNav: d167bd6c-846b-4295-83ff-d5d2b81a900b
- Library of Congress Control Number: n79120634
- Nationale Bibliotheek van Letland: 000003205
- MusicBrainz: ec29949a-3b00-48a5-90aa-3c9bdbd73c89
- Nationale bibliotheek van Australië: 36501693
- Nationale Bibliotheek van Polen: a0000001129274
- Nederlandse Thesaurus van Auteursnamen: 071455396
- Réseau des bibliothèques de Suisse occidentale: 02-A005971804
- Système universitaire de documentation: 027182754
- Trove: 1261724
- Virtual International Authority File: 56617433
- WorldCat: E39PBJqQvb8WCKYkMR74PRbKh3